# Fading Shades
Fading Shades — шестой студийный альбом немецкой певицы Сандры, выпущенный в июне 1995 года.

## Об альбоме
Сандра записывала Fading Shades на шестом месяце своей беременности. По её словам, практически все песни она записывала сидя в кресле, поскольку ей уже было тяжело поддерживать правильное дыхание. При работе над диском появился новый соавтор Йенс Гад, работавший вместе с Михаэлем Крету в качестве сценариста, аранжировщика, программиста и продюсера. Бо́льшая часть текстов альбома принадлежит Клаусу Хиршбургеру, в четырёх случаях ему ассистировал Крету, ещё в трёх — Йенс Гад. Партии мужского вокала вновь исполнил Энди «Ангел» Харт.
Первым синглом лонгплея стала кавер-версия песни The Moody Blues «Nights in White Satin». Как вспоминала позднее певица, ей очень нравилась эта композиция и, по её мнению, она вполне подходила ей. Тем не менее запись смогла достичь только 34-го места в Новой Зеландии и 86-го места в Германии, таким образом став одним из самых неудачных синглов Сандры с самыми низкими показателями в чартах её родной страны. Более успешным он оказался в Израиле и Финляндии. В клипе на песню было показано только лицо Сандры крупным планом, поскольку во время съёмок она была на последнем сроке беременности. Обложкой альбома послужил кадр из видео. «Won’t Run Away» был выпущен как второй и последний сингл к диску и стал первым синглом Сандры после «Japan ist weit» 1984 года, на который не был снят видеоклип. В сингл на компакт-диске вошли три ремикса на песню. Он не имел коммерческого успеха и не вошёл ни в какие чарты.
Альбом является одним из наименее успешных релизов Сандры: он достиг 42-го места в Германии и 37-го места в Швейцарии.
После этого певица решила свернуть свою творческую активность и посвятить себя семье. «После десяти замечательных, но крайне изматывающих лет мне было очень нужно хоть немного отойти от этой бурной жизни, — рассуждала она, — Я захотела уделить побольше времени мужу, семье, наконец, просто отдохнуть. Я не хочу больше тратить триста дней в году, должно же быть время и на себя». Современники, оценивая альбом, делали вывод, что Сандра создала альбом из вещей, которые нравятся ей самой, и воспринимали этот жест, как прощальный подарок своим поклонникам.

## Список композиций
| №                   | Название                  | Текст песни                     | Музыка                  | Длительность |
| ------------------- | ------------------------- | ------------------------------- | ----------------------- | ------------ |
| 1.                  | «Fading Shades (Part I)»  | инструментальная композиция     | Йенс Гад                | 1:02         |
| 2.                  | «Nights in White Satin»   | Джастин Хейворд                 | Джастин Хейворд         | 3:34         |
| 3.                  | «Son of a Time Machine»   | Михаэль Крету, Клаус Хиршбургер | Йенс Гад                | 5:01         |
| 4.                  | «Won’t Run Away»          | Йенс Гад, Клаус Хиршбургер      | Йенс Гад                | 4:14         |
| 5.                  | «Tell Me More»            | Йенс Гад, Клаус Хиршбургер      | Йенс Гад                | 3:15         |
| 6.                  | «Will You Whisper»        | Клаус Хиршбургер                | Йенс Гад                | 4:13         |
| 7.                  | «Invisible Shelter»       | Михаэль Крету, Клаус Хиршбургер | Йенс Гад                | 5:20         |
| 8.                  | «You Are So Beautiful»    | Йенс Гад, Клаус Хиршбургер      | Йенс Гад                | 4:38         |
| 9.                  | «I Need Love ’95»         | Михаэль Крету, Клаус Хиршбургер | Михаэль Крету           | 3:28         |
| 10.                 | «First Lullaby»           | Михаэль Крету, Клаус Хиршбургер | Йенс Гад, Михаэль Крету | 4:20         |
| 11.                 | «Fading Shades (Part II)» | инструментальная композиция     | Йенс Гад                | 1:06         |
| Общая длительность: | Общая длительность:       | Общая длительность:             | Общая длительность:     | 40:11        |

## Участники записи и технический персонал
Приведены по сведениям базы данных Discogs:
- Сандра — ведущий вокал
- Михаэль Крету — продюсирование, звукорежиссура и аранжировки
- Йенс Гад — продюсирование, звукорежиссура, аранжировки и программирование
- Энди «Ангел» Харт — бэк-вокал
- Ален Эскаль — обработка иллюстраций
- Virgin Munich — дизайн обложки

## Позиции в хит-парадах
| Чарт (1995)                     | Высшая позиция | Длительность пребывания |
| ------------------------------- | -------------- | ----------------------- |
| Германия (Offizielle Top 100)   | 42             | 9 недель                |
| Швейцария (Schweizer Hitparade) | 37             | 2 недели                |